# Contrabando de Bayamo

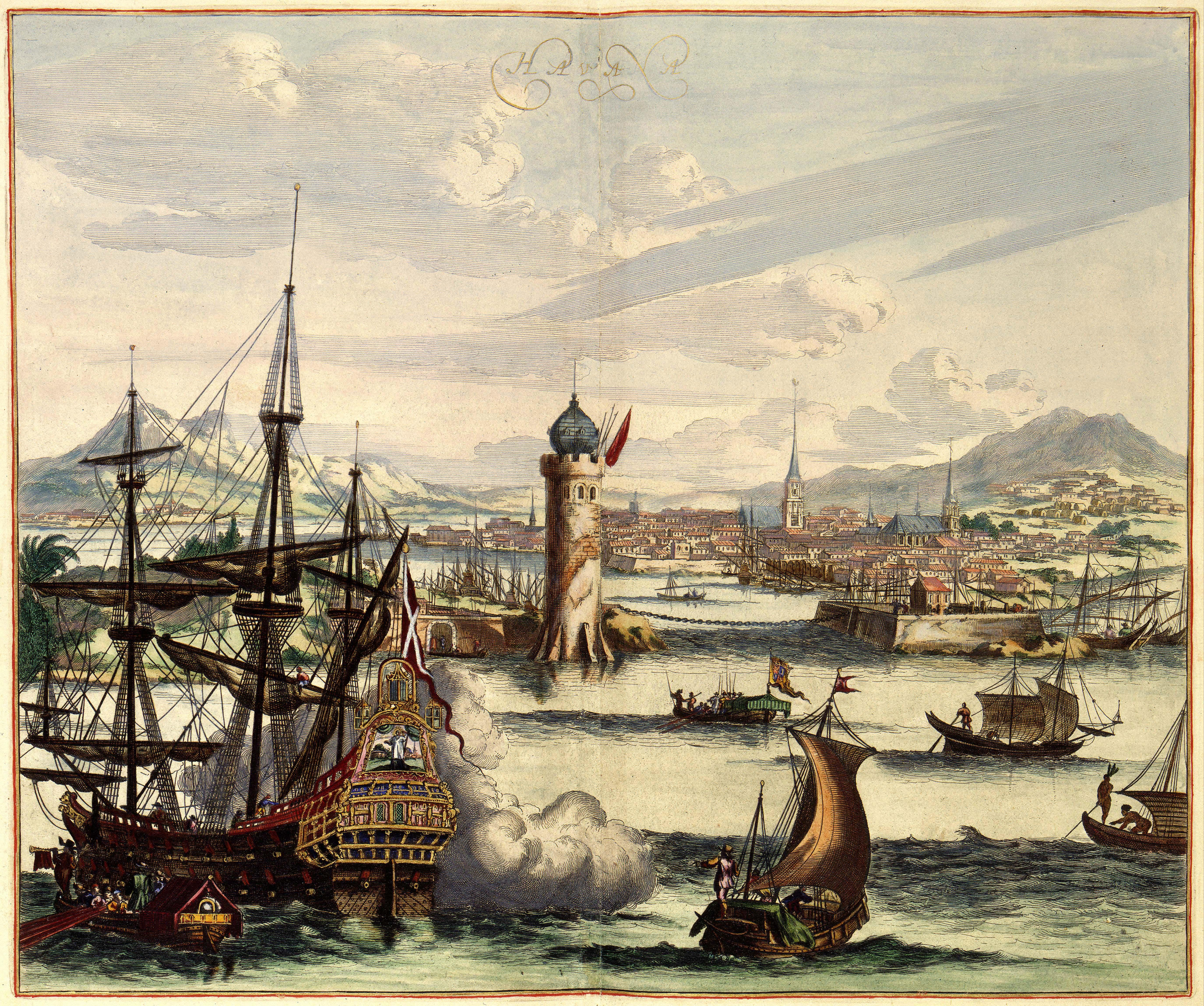
La Habana a principcios del.

El contrabando de Bayamo fue un proceso histórico que se desarrolló en la isla de Cuba desde el siglo XVII y hasta el XIX, en el que los habitantes de Bayamo, así como los del resto de las villas y ciudades adyacentes, subsistieron con el comercio de contrabando, debido a la política imperial española de monopolizar el comercio de importación y exportación.
La metrópoli española mantuvo un férreo control comercial en los puertos de sus dominios. En toda la Isla de Cuba, con el establecimiento de la política de Puerto Único, sólo las ciudades de La Habana y Santiago de Cuba fueron las únicas autorizadas a recibir naves comerciales y realizar operaciones comerciales. 

## Desarrollo del contrabando
El contrabando o rescate (forma en la que los bayameses le llamaban para distraer la atención de los españoles) estuvo enmarcado entre principios del siglo XVII y finales del XVIII. Consistía en el intercambio de productos como especias, cuero, carnes saladas, añil, entre otros, con barcos holandeses, ingleses y franceses. Surgió como una solución que los habitantes de Bayamo, así como las demás villas y ciudades, fueron obligados a buscar para subsistir debido a la política de Puerto Único que mantuvo el Imperio Español sobre la Isla de Cuba y la imposibilidad de ofrecer los medios de vida a los asentados fundamentalmente en la región de Bayamo. 
Las villas contrabandistas obtenían a cambio de sus productos contrabandeados tejidos, objetos de metal, armas de fuego, loza, harina de trigo, vino, pero sobre todas las cosas los esclavos traídos del África. Existieron términos como bucanero que se utilizaba para designar a los navegantes ingleses, holandeses y franceses que comerciaban con los criollos. La actividad del contrabando se encuentra en el único poema que se le conoce al escritor Silvestre de Balboa llamada Espejo de Paciencia, obra en la cual se describe además el secuestro y rescate de toda una figura de la Isla: el obispo de Cuba Juan de las Cabezas Altamirano por el corsario francés Gilberto Girón.

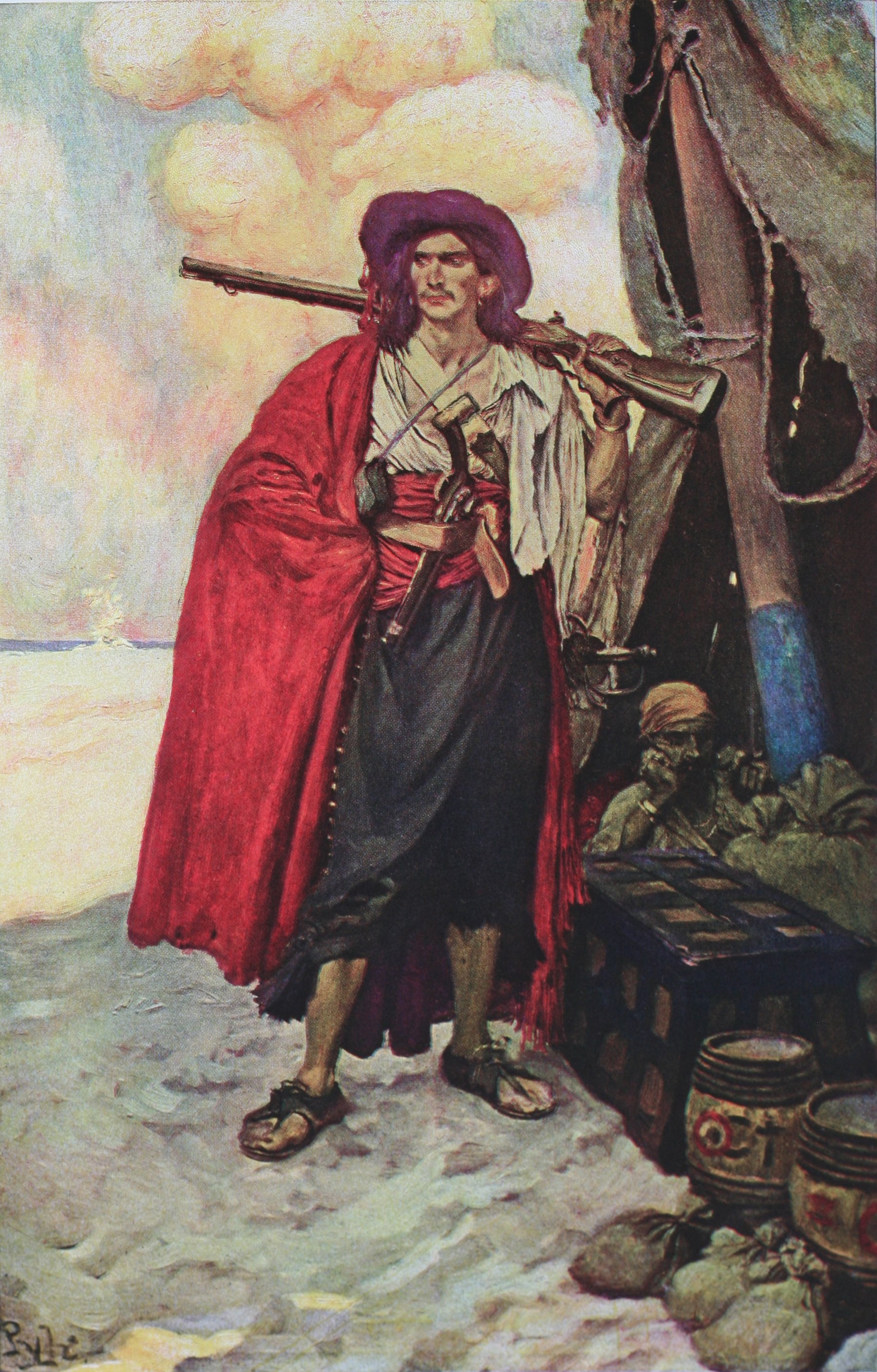
Bucanero del Caribe, ilustración de Howard Pyle.

En el caso de Bayamo, el contrabando se realizó por el Río Cauto y el Golfo de Guacanayabo. Este comercio se fue generalizando hasta convertirse la región de Bayamo en uno de los lugares más importante de práctica de esta actividad en la isla. Gran número de familias fueron trasladándose hasta la ribera del río Cauto fundando poblados como Cauto Embarcadero, Guamo, y Cayamas. Los productos llegados en barcos holandeses, ingleses, franceses, eran descargados y cambiados por especies, cuero, carnes saladas, añil. Este intercambio de mercancías traía aparejado un desarrollo y sobre todo la prosperidad de los habitantes que veían solucionado el problema de abastecimiento de productos. La característica fundamental del proceso de compraventa de mercancías fue la relación directa de la población con los contrabandistas desarrollándose verdaderas ferias.
Los pobladores traían cueros, sebo, azúcar y otros productos muy codiciados por los contrabandistas; estos, en cambio, daban esclavos negros, paños finos, muchas lencerías y mercaderías, jabón, cera, azogue (mercurio) y todo cuanto pudieran necesitar los moradores para su vida diaria. La única diferencia entre las dos ferias estribaría en que la de Manzanillo debe haber sido más importante, por absorber los productos de un territorio mucho mayor y operar los mercaderes extranjeros permanentemente con una base en tierra. 
El comercio de contrabando llegó a niveles insospechados. El Capitán General Severino Manzaneda atribuía su importancia a “lo barato que vendían los contrabandistas las mercancías europeas y, en contraste, los mejores precios que abonaban por los productos del país"[cita requerida]. 
La estructura productiva del Valle del Cauto se encontraba en lenta transición hacia la producción mercantil. Era lento el crecimiento demográfico y proliferaba el trabajo individual de arrendatarios en pequeñas parcelas. Asentada en el riesgoso é inestable comercio de contrabando, la vida económica de los bayameses no alcanzó un desarrollo progresivo que permitiera la acumulación de capital y sí bienes como tierras, casas, reses. 
Después de la liberalización del comercio por la Metrópoli española, en 1789, comienzan a surgir en Bayamo establecimientos comerciales, y sociedades mercantiles que serán las responsables, mayoritariamente, del comercio que se desarrolla en la ciudad, y serán demostrativos de una economía mercantil que rebasaba su momento simple. Estos establecimientos y sociedades tendrán como característica que sus propietarios tratarán de evadir, generalmente, la existencia de intermediarios en la ciudad y se dedicarán, ellos mismos, a la compra de mercancías en otras ciudades de la Isla, su traslado, y comercialización en Bayamo, utilizando, comúnmente, sus propias casas como almacén y punto de venta de mercancía. La documentación consultada demuestra que tanto los Establecimientos Comerciales como las Sociedades Mercantiles existentes en la ciudad tuvieron la misma característica: se dedicaban a transportar la mercancía a la ciudad, almacenarla y comercializarla personalmente. 
El inicio de la Guerra de los Diez Años en 1868, la quema de la ciudad en 1869, y la política de destrucción total practicada por España redujeron el número de los establecimientos comerciales, y de 45 existentes en 1868 disminuyó a 4 en 1878.